# 立山町立立山図書館
立山町立立山図書館（たてやまちょうりつたてやまとしょかん）とは、富山県中新川郡立山町前沢1169にある公共図書館。

## 概要
1962年（昭和37年）4月1日、立山町立高等服装学院の一室に開設された。それ以降、五百石公民館、旧立山町役場庁舎、旧立山郵便局局舎などを転々としたのだが、1976年（昭和51年）4月20日に、同日に竣工した立山町民会館内に移転した（延床518m2、蔵書数約2万9,000冊）（開館は同年6月）。
現在の図書館は、2012年（平成24年）5月31日に竣工した富山地方鉄道立山線五百石駅内にある『立山町元気交流ステーションみらいぶ』の1階および2階の一部に入居している（同年6月9日から業務を開始）。
日本で初めて、マイナンバーカードに対応した予約本貸出ロッカーを導入した。